# Pierre Barrère (professeur)
Pour les articles homonymes, voir Pierre Barrère (homonymie) et Barrère.
Pierre Barrère(Bordeaux, 12 juin 1921 - Talence, 27 février 2011) est un géographe français, agrégé de géographie, docteur ès lettres, qui fut professeur émérite de l'université Bordeaux-Montaigne et co-directeur de la Revue géographique des Pyrénées et du Sud-Ouest.

## Œuvres
Né à Bordeaux Pierre Barrère y fait ses études à l’École normale d’instituteurs puis à la Faculté des Lettres. Il est agrégé de géographie en 1948. Nommé au lycée de Mont-de-Marsan puis au lycée Montesquieu de Bordeaux qu'il quitte en 1950 pour un poste d'assistant de géographie à Toulouse. Attaché au CNRS de 1953 à 1956,  il reprend une carrière universitaire à la Faculté des Lettres de Bordeaux en 1957. Il soutient sa thèse de doctorat ès-lettres en 1970. Elle avait pour sujet  Le relief des Pyrénées centrales franco-espagnoles. 
Pierre Barrère est connu pour ses apports en géomorphologie et en géographie urbaine, domaine qu'il a ouvert aux questions économiques, sociales et fonctionnelles. Il aborde toujours l’espace par le terrain en s'appuyant sur les données quantitatives disponibles (valeur foncière du bâti, activité professionnelle dominante, composantes démographiques et sociales). Il analyse le paysage dans ses volumes immobiliers (échoppes, cités ouvrières, lotissements et grands ensembles) et en différenciant les densités entre l’habitat massé du centre et du péri-centre et celui plus dissocié des banlieues proches. Ses analyses sociales et matérielles de l’espace rejoignent les travaux novateurs de l’École de Chicago.
Ses premiers travaux ont concerné les relations de l'agglomération bordelaise avec ses couronnes périphériques, notamment sous l'angle alimentaire — ses étudiants d'ailleurs ont prolongé ces recherches sur la périurbanisation dans les années 70. Sa carte morphologique du site urbain de l'agglomération bordelaise est restée la référence. De même son schéma de 1962 et sa cartographie de 1969 synthétisent de manière durable les changements socio-démographiques qui ont accompagné la croissance de Bordeaux et sa transformation en ville fordiste, quand les programmes de grands ensembles ont succédé à la ville des lotissements.
Avec Louis Papy et Jean Borde, il a fait de l'Institut de géographie de Bordeaux un outil de communication avec les urbanistes, les élus, et les services techniques des agglomérations girondines pour qu'ils puissent fonder leurs pratiques sur le savoir géographique : le Centre d’Études et de Recherches Urbaines et la Maison des sciences de l’homme d’Aquitaine, créés en 1969 et 1980, ont associé par contrats à leurs recherches l’INSEE, la DDE, et la Communauté Urbaine de Bordeaux.
Dans les années 70, son statut d'expert lui vaut de participer à la rédaction d'un atlas de l’agglomération, d'une étude de l’évolution différenciée des quartiers du péri-centre bordelais et du secteur sauvegardé de Bordeaux, ainsi que des mutations des espaces commerciaux de la périphérie urbaine bordelaise ou du nouvel urbanisme du quartier central rénové de Mériadeck. Il atteint une renommée internationale et participe à une mission préparatoire pour l’établissement d’un plan d’urbanisme pour Djibouti, à une étude sur l’évolution des massifs dunaires qui envahissaient les quartiers de Nouakchott en Mauritanie et à un programme d’étude des villes moyennes de l’Altiplano colombien en liaison avec les urbanistes de Bogota.
Dans les années 80, il participe à la rédaction de recherches en morphologie comparative sur Les villes françaises, permettant de différencier les villes dans leur singularité spatiale. En 1991, le choix de Bordeaux par Pierre George comme exemple du devenir des agglomérations européennes dans ses Portraits de villes européennes est la reconnaissance de la qualité des analyses menées par l’École bordelaise de géographie urbaine.
L’ONF s'est appuyé sur ses enseignements concernant la dynamique et la gestion des dunes littorales, l’état du milieu et des pratiques. En 1990 la thèse de Frédéric Pouget exploitant l’apport de la télédétection lui a permis de réaliser un Atlas des types de dunes du littoral aquitain et des fiches regroupées dans son Mémento technique des dunes du littoral aquitain. Il a transmis aux forestiers une méthode pratique d’analyse des dunes, la cartographie écodynamique et participé à la mise en œuvre de l’organisation de l’accueil du public touristique sur le littoral, en Aquitaine et Poitou-Charentes.
Pierre Barrère a tout au long de ses travaux soutenu que la spatialité constituée de la ville n’est restituable qu’en intégrant le comportement géographique des habitants et des groupes qui valorisent les différents espaces, grâce aux indicateurs statistiques sociaux et démographiques. À propos de la géographie des étrangers dans l’agglomération bordelaise par exemple, ses enquêtes s’étaient orientées vers une géographie du retard scolaire et des seuils critiques de la difficulté scolaire avec ses foyers spécifiques du centre ville et des banlieues industrielles ou dans le bidonville de gitans espagnols de Bordeaux nord.

## Distinctions
- Commandeur de l'ordre des Palmes académiques
- Officier de l’ordre du Mérite agricole (au titre de l’ONF)

Il fut à l’occasion :
- Directeur de l’Institut de géographie Louis-Papy
- Directeur de la Maison des sciences de l'homme d'Aquitaine
- Président du Comité de l'environnement de la Gironde
- Secrétaire général de l'Union internationale d’études pyrénéennes
- Secrétaire général de la Société de géographie de Bordeaux

Il fut aussi :
- Vigneron d'honneur de Saint-Émilion
- Chevalier des Côtes de Fronsac
- Citoyen d'honneur de la Ville d'Olmuz

## Ouvrages
Auteur
- La banlieue maraîchère de Bordeaux, imprimerie Deniaud, 1949
- La région du Sud-Ouest (avec Robert Heisch et Serge Lerat), Presses Universitaires de France, 1962
- Le document géographique - Premier cycle géographie (avec Micheline Cassou-Mounat), Masson & Cie, 1972
- Les villes françaises (avec Jean Borde et Micheline Cassou-Mounat), Masson, 1980
- Pierre Barrère, Les vignobles du Sud-Ouest européen dans la mondialisation, Presses universitaires du Mirail, 2003, 144 p. (ISBN 9782858166756, lire en ligne).

### Articles
- P. Barrère, « L'Aquitaine occidentale devant la poussée démographique », Revue géographique des Pyrénées et du Sud-Ouest, vol. 31, no 4,‎ 1960, p. 455-459 (lire en ligne, consulté le 16 octobre 2017).
- Pierre Barrère et Micheline Cassou-Mounat, « L'évolution récente du secteur sauvegardé de Bordeaux », Revue géographique des Pyrénées et du Sud-Ouest, vol. 51, no 1,‎ 1980, p. 9-18 (lire en ligne, consulté le 16 octobre 2017).
- Pierre Barrère, « Le paysage girondin autour de Bordeaux », Revue géographique des Pyrénées et du Sud-Ouest Année 1949 Volume 20 Numéro 3 p. 222-252, vol. 20, no 3,‎ 1949, p. 222-252 (lire en ligne, consulté le 16 octobre 2017).
- Pierre Barrère et Micheline Cassou-Mounat, « Tourisme et environnement sur le littoral des Landes de Gascogne », Revue géographique des Pyrénées et du Sud-Ouest, vol. 57, no 4,‎ 1986, p. 491-518 (lire en ligne, consulté le 16 octobre 2017).
- Pierre Barrère, « Les quartiers de l'agglomération bordelaise », Revue géographique des Pyrénées et du Sud-Ouest, vol. 27, no 1,‎ 1956, p. 5-40 (lire en ligne, consulté le 12 août 2017).
- Pierre Barrère, « Les quartiers de l'agglomération bordelaise, Les faubourgs résidentiels de la rive gauche », Revue géographique des Pyrénées et du Sud-Ouest, vol. 27, no 2,‎ 1956, p. 161-194 (lire en ligne, consulté le 12 août 2017).
- Pierre Barrère, « Les quartiers de l'agglomération bordelaise », Revue géographique des Pyrénées et du Sud-Ouest, Faubourgs industriels et banlieues, vol. 27, no 3,‎ 1956, p. 269-300 (lire en ligne, consulté le 23 septembre 2017).
- Pierre Barrère et Micheline Cassou-Mounat, « Le nouvel urbanisme », Revue géographique des Pyrénées et du Sud-Ouest Année 1978 Volume 49 Numéro 1 p. 133-140, vol. 49, no 1,‎ 1978, p. 133-140 (lire en ligne, consulté le 16 octobre 2017).
- Pierre Barrère et Micheline Cassou-Mounat, « Le schéma d'aménagement de la côte Aquitaine », Revue géographique des Pyrénées et du Sud-Ouest, vol. 44, no 2,‎ 1973, p. 303-320 (lire en ligne, consulté le 16 octobre 2017).
- Pierre Barrère et Micheline Cassou-Mounat, « La fréquentation des plages sauvages du Nord-Médoc », Sud-Ouest européen, vol. 1, no 1,‎ 1998, p. 81-90 (lire en ligne, consulté le 16 octobre 2017).
- Pierre Barrère, Jean Borde, Micheline Cassou-Mounat et Jean Dumas, « Recherches de géographie urbaine sur l'agglomération de Bordeaux », Revue géographique des Pyrénées et du Sud-Ouest, vol. 42, no 4,‎ 1971, p. 477-525 (lire en ligne, consulté le 16 octobre 2017).
- P. Barrère, « Le port de Bordeaux en 1959 », Revue géographique des Pyrénées et du Sud-Ouest, vol. 31, no 4,‎ 1960, p. 451-455 (lire en ligne, consulté le 16 octobre 2017).
- P. Barrère, « La banlieue maraîchère de Bordeaux. Problèmes d'alimentation d'un grand centre urbain », Cahiers d'outre-mer, vol. 2, no 6,‎ 1949, p. 135-173 (lire en ligne, consulté le 16 octobre 2017).
- P. Barrère, « L'aéroport de Bordeaux-Mérignac », Revue géographique des Pyrénées et du Sud-Ouest, vol. 34, no 4,‎ 1963, p. 335-346 (lire en ligne, consulté le 16 octobre 2017).
- Jean Borde et P. Barrère, « Les travailleurs migrants dans la Communauté urbaine de Bordeaux », Revue géographique des Pyrénées et du Sud-Ouest, vol. 49, no 1,‎ 1978, p. 29-50 (lire en ligne, consulté le 16 octobre 2017).
- P. Barrère, « Louis Papy », Revue géographique des Pyrénées et du Sud-Ouest, vol. 61, no 3,‎ 1990, p. 409-414 (lire en ligne, consulté le 16 octobre 2017).
- P. Barrère, « Le marché mondial de la banane », Cahiers d'outre-mer, vol. 3, no 12,‎ 1950, p. 343-369 (lire en ligne, consulté le 16 octobre 2017).
- P. Barrère, « Les agrumes dans le monde », Cahiers d'outre-mer, vol. Avril-juin et juillet-septembre, nos 26 et 27,‎ 1954, pp. 155-194 et  258-301 (lire en ligne, consulté le 16 octobre 2017)
- (en) P. Barrère, « Dynamics and management of the coastal dunes of the Landes », in Carter, R.W.G. et al. (Ed.) Coastal dunes : geomorphology, ecology and management for conservation ;  Proceedings of the 3rd European Dune Congress Galway, Ireland, 17-21 June 1992,‎ 1992, p. 25-32 (lire en ligne, consulté le 1er avril 2020)

Directeur de publication
- Biodiversité et protection dunaire [colloque], Bordeaux, 17-19 avril 1996 (avec Jean Favennec), Tec & Doc-Lavoisier, 1997.
- Hautes terres et bassins de l'Ouest Cameroun : étude géomorphologique par Serge Morin. Thèse soutenue en 1989 à Bordeaux 3.
- Géographie du commerce de détail dans le Centre-Ouest de la France par Jean Soumagne. Thèse soutenue en 1996 à Bordeaux 3.
- L'hydrologie du sud du Massif Central dans son environnement géographique par François Gazelle. Thèse soutenue en 1996 à Bordeaux 3.
- Kénitra du Rharb : étude de géographie urbaine par Mokhtar Belarabi. Thèse soutenue en 1991 à Bordeaux 3.
- Casablanca : métropole économique du Maroc par Kacem Joumady. Thèse soutenue en 1988 à Bordeaux 3.

Préface
- Géographie du commerce de détail dans le Centre-Ouest de la France, Jean Soumagne, Soumagne, 1996